# El Ancer
El Ancer è un comune dell'Algeria, situato nella provincia di Jijel.